# Sociální darwinismus
Sociální darwinismus nebo společenský darwinismus je teorie, která se snaží aplikovat Darwinovy úvahy o přírodním výběru a „přežití nejschopnějších“ (survival of the fittest) na lidskou společnost, její vrstvy a jednotlivce. Tak jako v přírodě i ve společnosti lidé soutěží o přežití, lépe adaptovaní jedinci vítězí a ti hůře adaptovaní mají být ponecháni svému osudu. Termín užívali spíše Darwinovi kritici, Darwin sám důsledky této úvahy (např. eugeniku) výslovně odmítl. Lidská solidarita totiž podle něho dopady přírodního výběru do značné míry omezuje.
Sociální darwinisté například tvrdí (tvrdili), že altruismus a milosrdenství jsou proti přírodě, pokud čin neposlouží k lepší propagaci vlastních genů v budoucnu, nebo že podle evoluční teorie mají silní právo potírat slabé, jinak dojde k postupné degeneraci lidstva.

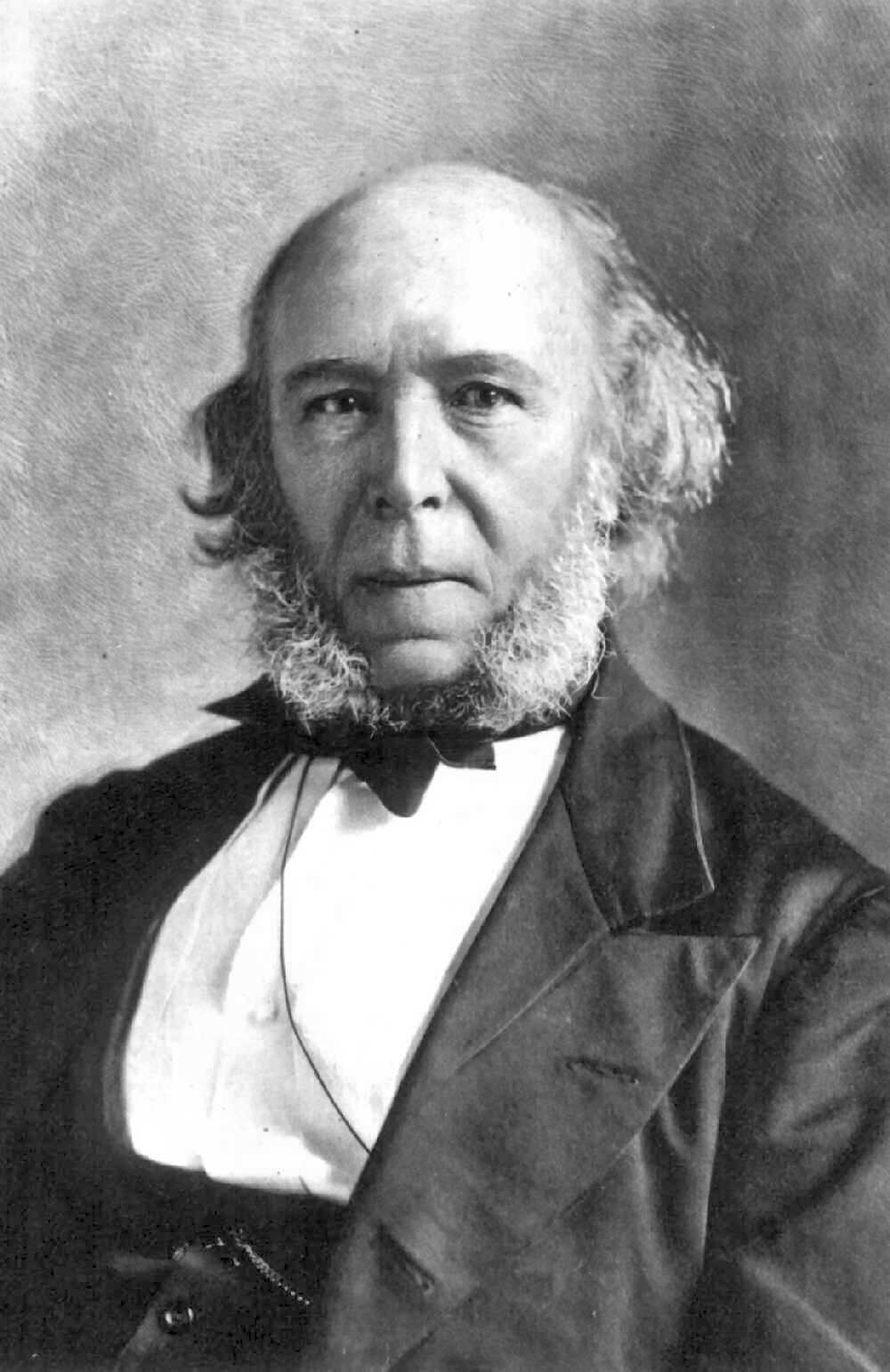
Herbert Spencer

## Původ
Myšlenka soutěže jako hlavního motoru lidského a společenského vývoje se od 17. století objevuje hlavně u britských myslitelů (např. Thomas Hobbes, Adam Smith), nesmírný vliv měl spis anglického duchovního T. Malthuse o nebezpečí přelidnění (An Essay on the Principles of Population, 1798). Sám Malthus nebyl sociálním darwinistou, poskytl však myšlenkový základ pro bezohledný raný kapitalismus: neúspěšným lidem nemá smysl pomáhat, sociální problémy se tím totiž jen zhoršují. Spencer, Darwin i Galton jeho knihu četli.
Myšlenky sociálního darwinismu poprvé vyjádřil britský filosof a teoretik liberalismu Herbert Spencer v knize „O zákonech a příčině pokroku“ (Progress: its Law and Cause, 1857), kde také používá pojem „přežití nejschopnějších“. O dva roky později vyšel Darwinův spis „O původu druhů“. Darwinův nevlastní bratranec Francis Galton pak ze Spencerova a Darwinova učení vyvodil tyto společenské důsledky: dobročinnost a sociální péče udržují naživu méně schopné, a tak jim umožňují, aby se dále množili. Protože lidské schopnosti jsou přísně dědičné, dochází tak ke zhoršení kvality lidské populace. Tomu by měla bránit eugenika.

## Rozšíření
Na evropském kontinentě tyto myšlenky zpopularizoval německý biolog Ernst Haeckel svým bestselerem „Záhady světa“ (Welträtsel) z roku 1899. Kniha byla brzy přeložena do mnoha jazyků (česky vyšla roku 1905). Haeckel byl militantním ateistou a materialistou (tzv. „monistou“). Galtonovy myšlenky spojil s myšlenkou francouzského spisovatele A. de Gobineau a zavedl pojem rasové hygieny, s nímž pak pracoval německý nacismus.
Pojem sociální darwinismus poprvé použil E. Gautier (1880) a rozšířil jej americký historik R. Hofstadter (1944), oba v kritickém smyslu. Přes rané své kritiky byl sociální darwinismus velmi rozšířený, zejména v Británii a v Německu na přelomu 19. a 20. století. Byli jím ovlivněni například i biolog T. H. Huxley, dramatik August Strindberg, H. G. Wells, Jack London nebo Charles Lindbergh.

## Kritika
Mezi prvními kritiky byli křesťanští myslitelé jako John Henry Newman, Maurice Blondel nebo Jacques Maritain. Nietzsche proti sociálnímu darwinismu namítal, že právě lidé nějak postižení mohou mít pro společnost velký význam. Odmítali jej také levicoví a socialističtí myslitelé, z liberálů pak například Karl Popper a Ludwig von Mises. Po zkušenostech s nacismem, válkou a holokaustem byly sociální darwinismus a zejména rasové teorie ostře odsouzeny, nadále se však objevují v USA i v Evropě, často v souvislosti s krajní pravicí.